# 温布尔登 (北达科他州)
温布尔登（英語：Wimbledon），是美国北达科他州下属的一座城市。根据2010年美国人口普查，该市有人口216人。2011年估计该市有人口215人，相对于2010年，增长率为?0.46%。